# Romanzo di Giuliano

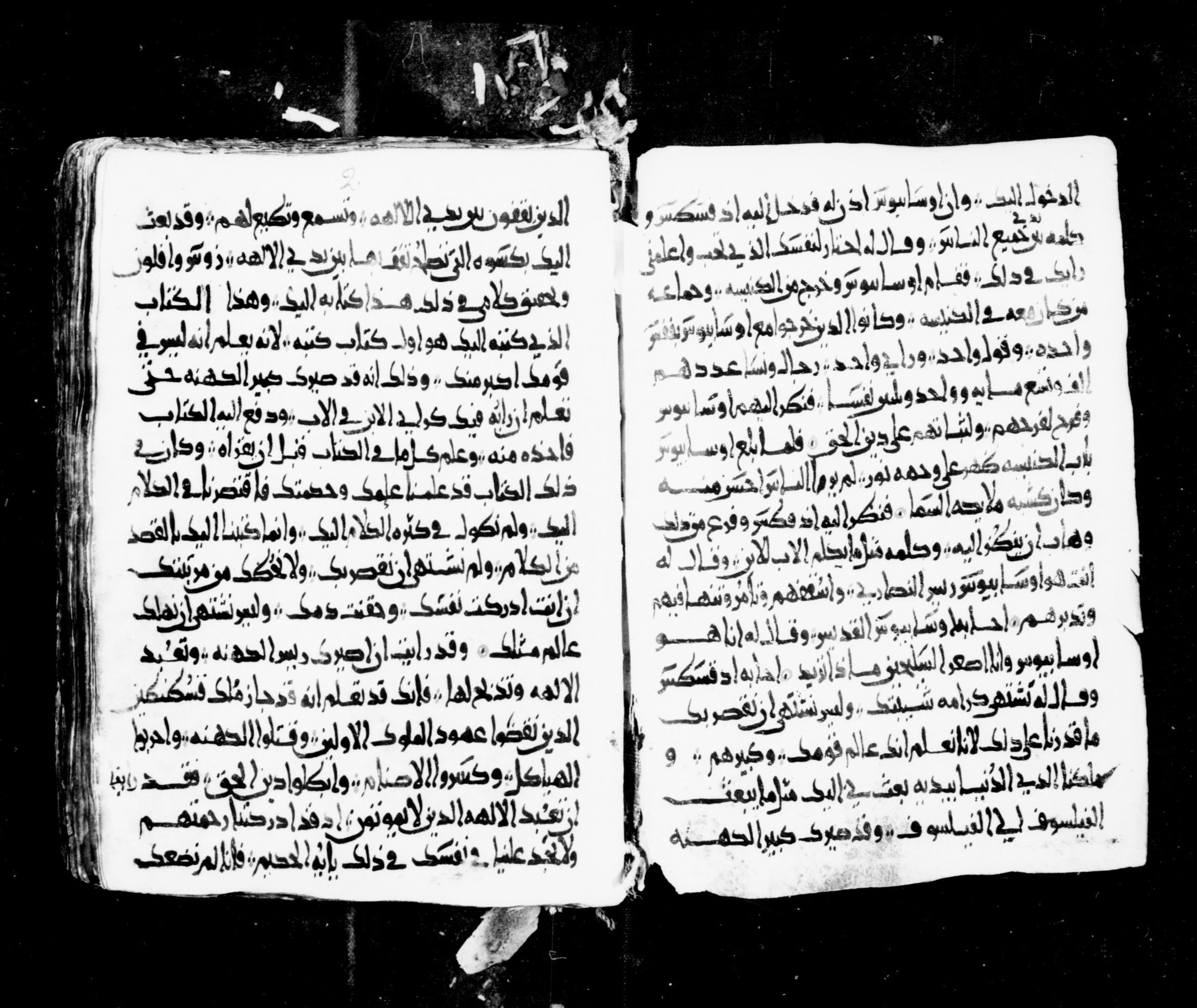
Due pagine della versione in lingua araba del Romanzo di Giuliano.

Il Romanzo di Giuliano è un racconto in prosa romanzato del regno dell'imperatore romano Flavio Claudio Giuliano (361–363). Fu scritto dopo la morte di Giuliano, probabilmente alla metà del VII secolo, a Edessa, in siriaco, la lingua di tutte le copie superstiti. Un adattamento in arabo era già stato prodotto nel X secolo.
Romanzo di Giuliano è il titolo moderno di quella che è, a tutti gli effetti, un'agiografia scritta da una prospettiva cristiana; nei manoscritti in cui è stato trasmesso, è inserito tra le agiografie dei martiri cristiani. L'opera è divisa in tre parti: la prima descrive la vita e la morte di Costanzo II (337–361), predecessore di Giuliano; la seconda la persecuzione del vescovo Eusebio di Roma (un personaggio inventato sulla base di un santo romano) da parte di Giuliano; la terza e più lunga parte, scritta in forma di lettera, descrive la spedizione persiana di Giuliano, la sua caduta e l'ascesa dell'imperatore cristiano Gioviano.
Esiste un breve testo siriaco noto come Secondo romanzo di Giuliano, che però non ha sovrapposizioni con il testo del Romanzo di Giuliano.

## Data, luogo e lingua di composizione

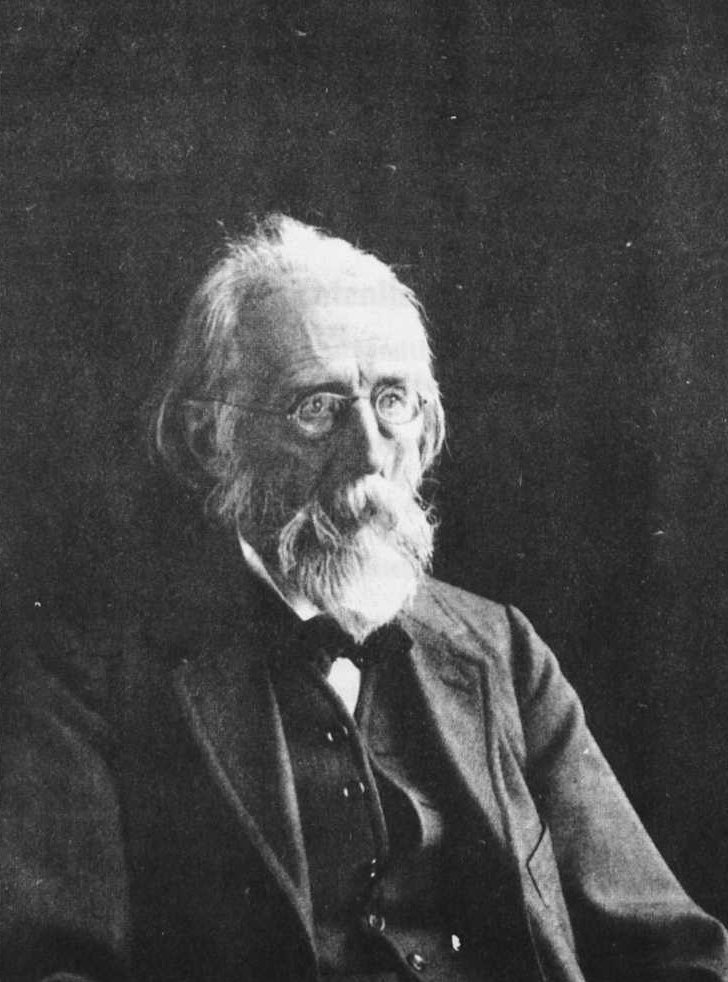
Theodor Nöldeke, che per primo identificò l'opera come un romanzo

L'opera è stata probabilmente composta in siriaco, anche se Michel van Esbroeck ha sostenuto che sia stato tradotto dal greco; ha una grande importanza nella linguistica siriaca, essendo citato 1.117 volte da Carl Brockelmann nel suo Lexicon syriacum (1928).
Non c'è consenso su una datazione per la composizione. H. J. W. Drijvers ha proposto che sia stata originariamente scritta in siriaco a Edessa poco dopo la morte di Sapore II nel 379. Sebastian Brock preferisce una datazione al V secolo. Theodor Nöldeke sosteneva che fosse opera di un unico autore che scrisse in siriaco a Edessa tra il 502 e il 532, sebbene van Esbroeck ritenga che sia stato tradotto in siriaco solo intorno a quel periodo. Anche Philip Wood sostiene una datazione al VI secolo. Secondo Mazzola e van Nuffelen, il Romanzo utilizza la Cronaca miscellanea del 640, ed è dunque successiva al 640.
Il Romanzo è stato influenzato dalle opere di Efrem il Siro (morto nel 373) ed è simile nello stile a quelle di Giacomo di Sarug (morto nel 521); per la parte storica fa uso della summenzionat Cronaca miscellanea del 640.
Nöldeke è stato il primo a identificarne il genere come quello del romanzo.

## Manoscritti, edizioni e traduzioni
Il principale manoscritto del Romanzo è il British Library, MS Add. 14641, ritrovato nel monastero di Santa Maria Deipara in Egitto e portato alla British Library negli anni Trenta del XIX secolo. Vergato in ʾEsṭrangēlā, contiene la maggior parte del testo e inizia con la morte di Costanzo II, nel mezzo della narrazione, mancando di circa 12 folii iniziali. Nel 2001, cinque pagine dalla scrittura inferiore di un palinsesto, ora a Parigi, Bibliothèque nationale, MS Syr. 378, sono stati identificati come parte del testo sovrapposta a quello già conosciuto. Nel 2023 è stata trovata la parte iniziale del testo del manoscritto parigino, all'interno del Vat. Sir. 37, che completa il testo dell'opera.
Il testo siriaco del manoscritto della British Library è stato pubblicato per la prima volta da J. G. E. Hoffmann nel 1880. La sola «Storia di Eusebio» è stata pubblicata da Paul Bedjan (1896) e Richard James Horatio Gottheil (1906).
Una traduzione abbreviata in arabo è conservata nel manoscritto Arabo 516 del X secolo del monastero di Santa Caterina e in un frammento di due pagine della Collezione Mingana. La prima traduzione inglese è stata quella di Hermann Gollancz (1928), seguita da una traduzione francese abbreviata di Jean Richer (1978). Il testo siriaco del palinsesto è stato pubblicato per la prima volta nel 2000 con una traduzione inglese. Gorgias Press ha pubblicato una traduzione inglese rivista di Michael Sokoloff (2017), che include materiale dal palinsesto.
Esiste un testo noto come Secondo romanzo di Giuliano, la cui relazione con il primo Romanzo non è chiara. Il Secondo romanzo è conosciuto da un unico manoscritto del VII o VIII secolo: British Library, MS Richmond 7192. Questo testo siriaco è stato pubblicato anche da Hoffmann (1880), tradotto in tedesco da Nöldeke (1874), tradotto in inglese da Gollancz (1928) e tradotto e rielaborato in francese da Richer (1978). Il secondo testo si concentra sull'«apostasia di Giuliano, la stregoneria e la venerazione degli idoli e dei demoni». Nöldeke ha concluso che è stato scritto alla fine del VI secolo da un autore diverso da quello del primo, e i due testi non hanno sovrapposizioni.

## Sinossi

### La struttura
Il Romanzo giuliano è diviso in tre parti. La prima parte è una narrazione della dinastia costantiniana dalla morte di Costantino il Grande (337) fino all'ascesa di Giuliano (361), con un riferimento alla sua presunta persecuzione dei cristiani. La seconda parte è una narrazione dell'opposizione del vescovo Eusebio di Roma (un personaggio inventato sulla base dell'omonimo santo romano) alla persecuzione. La terza parte, che è la più lunga, porta la narrazione nel regno di Gioviano (363-364). È sotto forma di lettera di un certo Aploris a un certo Abdil. È talvolta chiamata «Storia di Gioviano».
La narrazione generale del romanzo è quella della persecuzione dei cristiani da parte di Giuliano e della sua invasione della Persia. Questa è punteggiata da storie di persone che si opposero a lui (la più lunga delle quali è quella di Eusebio) e dagli interventi del giusto Gioviano (chiamato Gioviniano nel testo). Non tutti coloro che resistettero a Giuliano sfuggirono al martirio. Le loro storie sono talvolta tratte da tradizioni non edeniche, il che porta l'autore a contraddire la narrazione in alcuni punti. Ad esempio, le città di Roma ed Edessa sono ritratte come grandi città cristiane, mentre Antiochia e Costantinopoli sono condannate. Tuttavia, alcune delle narrazioni intercalate sono chiaramente tratte da tradizioni antiochene e costantinopolitane che non condividono questa visione.

### Storia di Eusebio
La prima parte dell'opera è introduttiva e stabilisce la follia e la tirannia di Giuliano e la virtù di Eusebio. La narrazione incomincia con la morte di Costantino I e l'ascesa al trono dei suoi figli, tra cui Costanzo II. Nel Romanzo, Costanzo è raffigurato come un principe eccellente, timorato di Dio, che onora la Chiesa seguendo i passi del padre: Costanzo espelle i pagani dal suo territorio, esenta i sacerdoti dalle tasse, ostacola gli eretici, e in cambio riceve da Dio le vittorie sui suoi nemici. Costanzo promuove a Cesare il cugino Gallo, che però fa uccidere quando si dimostra lontano da Dio e sleale verso l'impero; al suo posto nomina l'altro cugino, Giuliano, che nasconde il proprio culto per gli dei antichi. Giuliano ottiene vittorie contro i Goti nemici dell'impero, e per questo si inorgoglisce. Costanzo muove con l'esercito contro il cugino apostata, ma cade ammalato. Il vescovo di Roma, Eusebio, venuto a sapere della malattia del pio imperatore, convoca un concilio, in cui esorta i vescovi a pregare per l'imperatore e organizza una delegazione che vada a trovarlo.
La storia riprende quando l'alleato di Giuliano, Adocto, esorta Eusebio a diventare un sacerdote pagano per aiutare il nuovo imperatore ad annullare la cristianizzazione dell'Impero romano. Adocto sostiene che i successi di Roma derivano dalla sua adesione alla vecchia religione. Eusebio si rifiuta di assecondarlo e viene raggiunto da Volusiano, un importante cittadino romano, che rivela pubblicamente la sua conversione al cristianesimo. Egli consiglia a Giuliano che non potrà essere veramente imperatore finché non sarà acclamato a Roma.
Per vendicarsi della distruzione delle loro sinagoghe, gli ebrei si alleano con Giuliano e i pagani per ripetere la persecuzione dioclezianea. Vengono costruiti nuovi altari pagani, ma i monaci di Roma, aiutati da alcuni monaci della Mesopotamia, attaccano gli uomini di Giuliano per strada, uccidendone molti. I catturati vengono poi bruciati sugli altari che avevano costruito. L'élite cristiana di Roma, seguendo l'esempio di Volusiano, si dimette dal potere politico.
Nell'accampamento di Giuliano, il filosofo Aplato ricorda all'imperatore che deve ancora essere acclamato a Roma. Quando Giuliano si reca a Roma, però, i cittadini si rifiutano di acclamarlo finché non promette la tolleranza religiosa. Arresta i cittadini più importanti per giustiziarli. Eusebio viene gettato nel fuoco, che non lo consuma ma uccide i sacerdoti pagani che si trovano nelle vicinanze. Quando un boia cerca di finirlo con un'ascia, un angelo lo colpisce. I cittadini ripudiano Giuliano dicendo: «Non sarai re su di noi, perché la nostra città non ha bisogno di un estraneo che la governi, perché il suo re è vivo, è risorto e non sarà mai distrutto».

### Lettera di Aploris
La sezione epistolare che chiude l'opera è indirizzata dal ciambellano di Gioviano, Aploris, a un abate di nome Abdil. Aploris racconta come Gioviano abbia finto di servire Giuliano, mentre in segreto lavorava per proteggere i cristiani. Dopo il suo fallimento a Roma, Giuliano corrompe Costantinopoli affinché perseguiti i cristiani. Un certo Massimo, che si fa beffe del paganesimo per la sua fiducia in Omero, cerca di convincere la città a non schierarsi con Giuliano. Mentre Giuliano osserva le danzatrici a un festival pagano, Massimo tenta di assassinarlo. Fallisce in entrambi i tentativi, anche se fa cadere la corona dalla testa di Giuliano. Giuliano viene acclamato «re dei Romani» a Costantinopoli.
La maggior parte della lettera è incorniciata da un resoconto della guerra di Giuliano con la Persia. Innanzitutto, dichiara guerra a Sapore II di Persia a causa della tolleranza di quest'ultimo nei confronti dei cristiani. Il luogotenente di Sapore, Arimhar, incontra Gioviano in Siria e gli fornisce informazioni sulla disposizione delle truppe persiane. I due concordano di iniziare immediatamente la guerra.
Nel frattempo, Giuliano ha portato la sua campagna di persecuzione nell'Oriente romano. Gli ebrei di Tiberiade si convertono al paganesimo, sostenendo che Salomone era un pagano e sperando di convincere Giuliano a ricostruire il tempio di Gerusalemme. Ad Antiochia, gli abitanti abbandonano il cristianesimo, accolgono Giuliano e si uniscono ai pagani e agli ebrei per saccheggiare le chiese. Un ebreo di Edessa di nome Humnas denuncia la sua città all'imperatore, che invia degli inviati per chiederne la resa. Gli Edesseni rifiutano di farli entrare e ammantano le loro mura di nero in segno di lutto. Indirizzano gli emissari verso la città pagana di Harran.
Alcuni ebrei di Edessa si recano dall'imperatore e chiedono Gerusalemme come risarcimento per le proprietà sequestrate a Edessa. Un gruppo di soldati cristiani si sottrae a Giuliano e si rifugia a Edessa. Quando gli ebrei cercano di tornare, i soldati li massacrano. Giuliano giura di distruggere la città. Gioviano e il vescovo locale, Valgash, guidano la città di Nisibis nelle preghiere per Edessa, dopo di che Giuliano decide di risparmiarla fino alla fine della sua guerra con la Persia. Giuliano visita poi Harran, dove distrugge le chiese e partecipa al culto del dio della luna Sin. Mentre si inchina a Sin, la corona gli cade dalla testa. Mentre lascia la città, il suo cavallo si ferma e si rifiuta di partire prima di cadere morto.
Giuliano viene ucciso in battaglia da una freccia. Gioviano dichiara pubblicamente il suo cristianesimo e viene acclamato imperatore. Arimhar si converte al cristianesimo e le due parti fanno pace. Nisibis e i monti Sinjar vengono ceduti alla Persia per cento anni perché appartengono alla terra degli Aramoye. Sapore promette la tolleranza dei cristiani e il ripristino del commercio.
Al momento dell'incoronazione, Gioviano fa porre la corona su una croce, si inginocchia davanti alla croce e lascia cadere la corona sul suo capo. Visita Edessa, dove gli viene consegnata una corona «fatta con cura ai tempi del re Abgar». Guarisce una donna malata e poi torna a Costantinopoli. A questo punto la narrazione termina bruscamente.

### Influenza
Il Romanzo di Giuliano influenzò la successiva tradizione apocalittica siriaca, in particolare l'Apocalisse dello Pseudo-Metodio, e anche la tradizione storiografica araba, in particolare la Storia dei Profeti e dei Re di Ṭabarī. La sua influenza è visibile anche nella letteratura greca e georgiana.